# Lama (gènere)
Lama és un gènere de mamífers artiodàctils de la família dels camèlids. Inclou dues espècies originàries de Sud-amèrica: una de silvestre, el guanac i una de domèstica, el llama. Té una relació proper amb el gènere Vicugna, també representat per una espècie silvestre (la vicunya) i una de domèstica (l'alpaca). Una característica d'aquests camèlids és l'absència de dimorfisme sexual. Això significa que no és gaire fàcil distingir entre mascles i femelles sense examinar-ne l'aparell reproductor, car són molt similars.